# Abdul Madjid (islamiste)
Abdul Madjid (1974 - 8 septembre 2008), de son vrai nom IIgar Malachiev, également orthographié Eldar Malachiev, est un islamiste d'origine azerbaïdjanaise. Chef de file du mouvement islamiste et séparatiste armé Sharia Jamaat, en remplacement de Rappani Khalilov (en) abattu par les autorités russes le 17 septembre 2007, il opérait à l'intérieur de la République du Daghestan.

## Biographie
Il naît à Zaqatala, en Azerbaïdjan.
IIgar Malachiev était lezghien, une ethnie minoritaire du sud du Daguestan et de l'Azerbaïdjan.
Il combattit les Forces armées de la fédération de Russie lors de la seconde guerre de Tchétchénie (1999-2000) et aurait suivi un entraînement militaire dans l'un des camps dirigés par le saoudien Ibn al-Khattab. Il rejoint Sharia Jamaat en 2005.
Le 1er octobre 2007, il est promu émir de Sharia Jamaat par Dokou Oumarov en remplacement de Rappani Khalilov dont il était le député. Il prend le nom de guerre d'Abdul Madjid.
Il est responsable de plusieurs meurtres et attentats, notamment d'une attaque à la grenade menée le 17 août 2008 contre la mosquée Abu Bakr, le plus grand édifice religieux de Bakou, capitale de l'Azerbaïdjan. L'explosion fait deux morts et 19 blessés. L'attentat intervient dix jours après le début de la deuxième Guerre d'Ossétie du Sud, entre la Géorgie voisine et la province séparatiste d'Ossétie du Sud, soutenue par Moscou.
Abdul Madjid cherchait à étendre l'insurrection séparatiste au-delà du Caucase. Le 19 juin 2008, selon des renseignements obtenus auprès d'activistes capturés, il traverse la frontière russo-azerbaïdjanaise et rejoint Bakou dans la perspective d'y créer une branche insurrectionnelle locale.
Abdul Madjid est mort le 8 septembre 2008 au cours d'un violent accrochage avec les forces spéciales russes dans le district de Magaramkent, au sud du Daghestan. Deux autres terroristes sont tués dans l'attaque ainsi qu'une dizaine de policiers. Son décès est confirmé le 13 septembre 2008.
Quelques mois après sa mort, des dizaines de militants sont tués ou capturés par les forces spéciales russes alors qu'ils traversaient la frontière russo-azerbaïdjanaise, augmentant les soupçons selon lesquels Abdul Madjid cherchait à fomenter une insurrection dans son pays natal, auprès de la minorité lezgine à laquelle il appartenait.
En décembre 2008, Abdul Madjid est remplacé à la tête du Sharia Jamaat par Amir Muaz.